# Мартинијан Цезарејски
Свети Мартинијан је био пустињак и хришћански светац из 5. века. 
Рођен је у Цезареји палестинској. У осамнаестој години удаљио се у планину, звану Ковчежна, у Кападокији, и ту провео двадесетпет година у посту, бдењу, молитви, и борби са многим искушењима. Кад је Зое, жена на лошем гласу, дошла да га куша, и он види да ће пасти у грех с њом, скочи бос у огањ и постоји у огњу док му бол не нагна сузе на очи и не убије у њему сваку пожуду. Кад су настала друга искушења, он побегне на неку усамљену стену у мору, и ту је живео. Но кад, при неком бродолому, и на ту стену исплива нека жена, он скочи у море да се удави, али делфин га дочека на леђа и изнесе на обалу, по Божјем Промислу. Тада се реши да се више нигде не настањује стално, него непрестано да путује. И тако за две године прође 164 града, исправљајући и саветујући људе. Најзад стигне у Атину где и сконча 422. године.
Српска православна црква слави га 13. фебруара по црквеном, а 26. фебруара по грегоријанском календару.